# 辽宁东北虎足球俱乐部
辽宁朝阳东北虎足球俱乐部，是一家在2010年成立的中国足球俱乐部。并在同年首次参加中国足球乙级联赛。

## 概要
辽宁东北虎是中超球队辽宁宏运的卫星俱乐部。球队由辽宁省体育局组建，主要以辽足梯队和其他辽宁省内球员组成。主教练由辽宁队"十连冠"时期的球员李争担任，并起用前球星张玉宁为球队副总经理。通过与朝阳市体育局的合作落户朝阳，并在队名中冠以"朝阳"二字。
辽宁东北虎在2010中乙联赛赛季中表现尚可，曾经在主场击败北区冠军大连阿尔滨队，一度有希望打入决赛阶段。但在最后一场比赛中，主场0-4负于北区实力最弱的盘锦盟尊队，最终名列北区第4名，与决赛阶段失之交臂。
2011年，辽宁东北虎原有报名继续参加乙级联赛，但最终在赛事开始前宣布退出。 
2012年1月，辽宁东北虎收购了抚顺新野的一线队与俱乐部原有的球员进行整合，但未有报名参加乙级联赛。